# Ctimene lativitta
Ctimene lativitta là một loài bướm đêm trong họ Geometridae.